# Himmelstorp

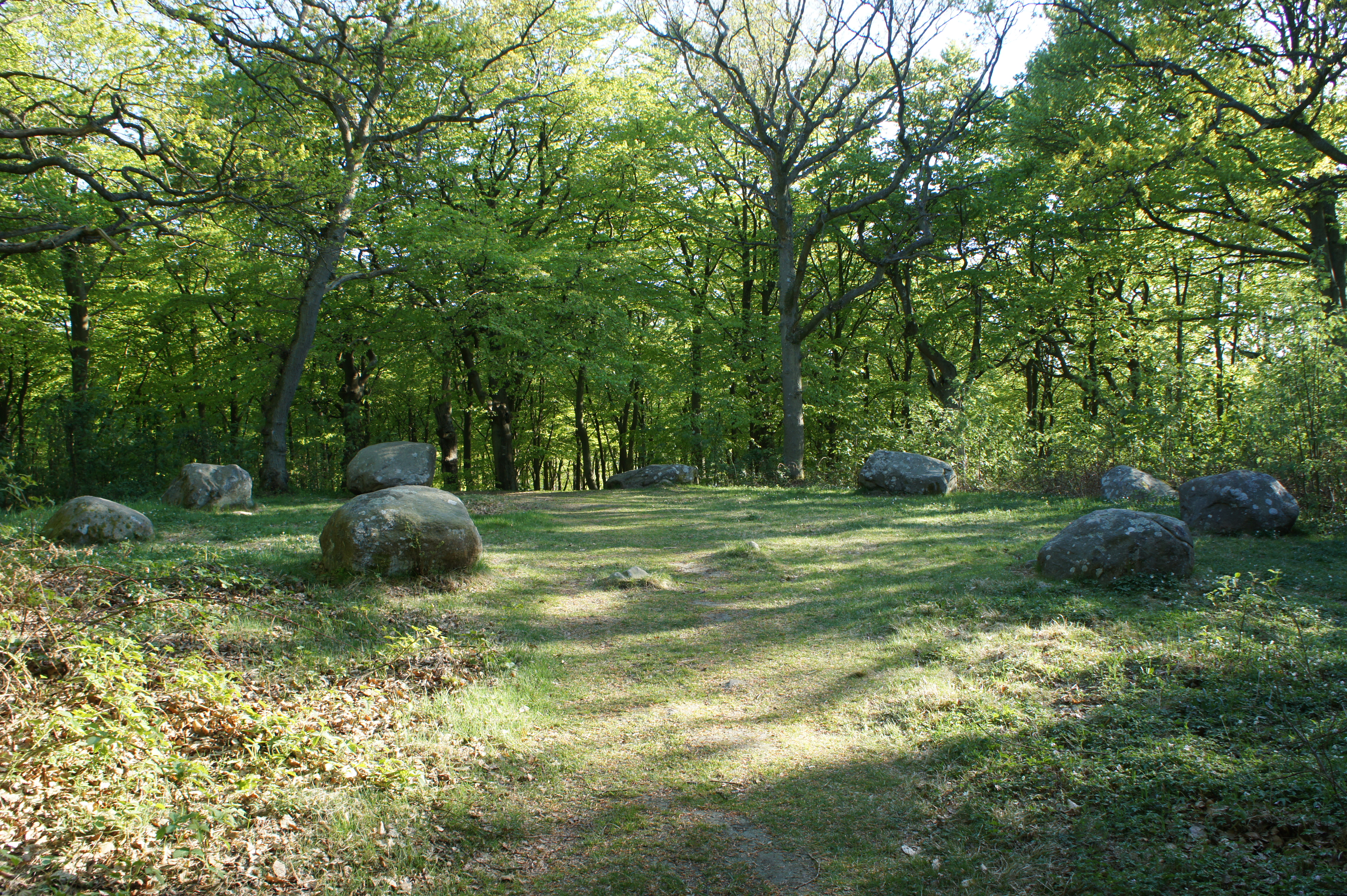
En av domarringarna vid Himmelstorp (Brunnby 35:1)

Himmelstorp är en fyrlängad korsvirkesgård vid foten av Kullaberg i Brunnby socken mellan Mölle och Arild, i Höganäs kommun i nordvästra Skåne. Namnet Himmelstorp kommer av personnamnet Hemel eller Hemmel.
Gården omnämns första gången år 1491. Den har varit i bruk fram till mitten av 1900-talet. Den siste brukaren var August Johansson. De nuvarande byggnaderna härstammar från 1800-talets förra hälft. De är förklarade som byggnadsminne.
Åtminstone sedan 1491 har det funnits en gård i Himmelstorp tillhörig Krapperups gods. Gården, sedermera betecknad Himmelstorp nr 1, finns beskriven i bevarade arkivhandlingar från 1656 och framåt samt är markerad på platsen för den nuvarande Himmelstorpsgården på den äldsta lantmäterikartan från 1718. År 1692 var gården trelängad och hade ett skorstenslöst boningshus i norr samt uthus i söder och väster. Dessa byggnader brann ner till grunden en aprilkväll 1736. En helt ny gård uppfördes därefter på samma plats. Boningshuset i denna gård utgjordes av en bålestuga, det vill säga var åtminstone delvis uppfört i skiftesverk, medan de två uthusen bör ha varit uppförda i korsvirke.
Omkring 1790 revs gårdens södra länga och istället byggdes en ny stallänga i öster. År 1807 blev gården fyrlängad i och med att den nuvarande södra längan byggdes, och 1811 tillkom den nuvarande västra längan som ersättning för den äldre längan på samma plats. Det sistnämnda året byggdes troligen även den norra längan, boningslängan, om och byggdes samman med den östra längan. Den östra längan revs och ersattes av befintlig stallbyggnad på 1840-talet. Samtidigt byggdes boningshuset om i dess helhet. Det betyder att gårdens södra länga är äldst, tillkommen 1807, därefter västra längan från 1811 medan östra och norra längorna är från 1840-talet. Delar från äldre byggnader på plats ingår med stor sannolikhet i befintliga byggnader. Det är främst studier av de äldre lantmäterikartorna samt av de befintliga byggnaderna som ger underlag till denna datering av gårdens längor. Bevarade synehandlingar är fragmentariska men ger ändå stöd för dateringen. Det betyder således att den äldre hypotesen som envist hängt kvar att norra längans västra del skulle vara från 1700-talet är felaktig.
Idag är Himmelstorp en hembygdsgård som drivs av Kullens hembygdsförening. Gården är öppen för besökare från 15 maj till 1 september. Traditionell midsommarafton firas den 23 juni. Höstmarknad är andra söndagen i augusti, och andra söndagen i advent firas Jul på Himmelstorp.
På Himmelstorp filmades många scener ur TV-serien Kullamannen. Figurerar också i Edvard Persson-filmen Livet på landet.

## Himmelstorps gravfält
Ungefär 200 meter sydost om gården ligger ett gravfält från yngre järnåldern som består av tjugo fornlämningar. Dessa utgöres av två domarringar, två runda stensättningar och 16 resta stenar. Domarringarna är 19 respektive 13 meter i diameter och består av vardera 9 stenar som är knappt en meter höga. Flera av de rundade stenblocken vilar på mindre underliggande sockelstenar. De resta stenar utgör möjligen rester av tidigare domarringar samt en skeppssättning som äldre källor anger ska ha funnits på platsen. Ytterligare en domarring som är 16 meter i diameter är belägen mellan gravfältet och hembygdsgården.

### Webbkällor
- Hembygdshistoria.se
- Kullen.se
- Länsstyrelsen - Särskilt värdefulla kulturmiljöer i Skåne